# Баишев, Канат Сактаганович
Канат Сактаганович Баишев (22 февраля 1941, Алма-Ата — 22 января 2022) — казахстанский учёный, профессор кафедры экологии, директор Центра физико-химических методов анализа КазНУ им. Аль-Фараби.
Родился 22.02.1941 в Алма-Ате, сын академика Сактагана Баишева.
Окончил Казахский государственный университет им. Кирова (1964) и аспирантуру Института биохимии АН СССР (1969).
В 1970 г. защитил кандидатскую диссертацию:
- Нуклеотиды и нуклеиновые кислоты меристематических тканей клубней картофеля в покое и при прорастании : диссертация … кандидата биологических наук : 03.00.00. — Москва, 1970. — 89 с. : ил.

Трудовая деятельность:
- 1969—1973 младший научный сотрудник Института ботаники АН Казахской ССР;
- 1973—1980 зав. кафедрой биохимии и физиологии растений, проректор Карагандинского государственного университета;
- 1980—1987 доцент, декан КазГУ;
- 1987—1992 начальник главного управления вузов Министерства народного образования Казахской ССР;
- 1992—1995 профессор Алматинского государственного университета имени Абая, зав. кафедрой Института эргономики;
- 1995 зав. сектором агропромышленного комплекса, природопользования и защиты окружающей среды Аппарата Кабинета Министров PK;
- 1995—1997 первый зам. министра, вице-министр экологии и биоресурсов РК;
- 1997—1998 вице-министр экологии и природных ресурсов.

С марта 1998 года профессор кафедры экологии КазГУ. С 2003 по 2017 г. директор Центра физико-химических методов исследования и анализа (ЦФХМА), созданного на базе 5 кафедр химического факультета.
Автор книги «Генетика животных» (1992), атласа «Радиологическая обстановка Западного Казахстана» (1998), более 50 научных публикаций.
Жена — Каржаубаева Роза Габдуллаевна. Дочери: Бахыт, Балжан.